# Зоря (стадіон, Білозір'я)
Стадіон «Зоря» — стадіон у селі Білозір'я, що на Черкащині, відкритий навесні 2012 року. Вміщує 972 глядача, розмір поля — 105×68 м. Домашня арена футбольного клубу «Черкащина».

## Основна інформація
Будівництво стадіону розпочалося 2010 року з ініціативи уродженця Білозір'я Володимира Лашкула, що на той час обіймав посаду віце-президента Федерація футболу України. Перші матчі на новозбудованій арені було проведено навесні 2012 року, однак офіційне відкриття відбулося лише 8 червня. У матчі-відкритті зіграли місцева «Зоря» та команда ветеранів українського футболу. Після цього на стадіоні було облаштовано фан-зону для перегляду матчів Євро-2012.
Стадіон має одну трибуну, що розрахована на 972 глядача. Окрім того, спортивна арена оснащена простим електронним табло, освітленням, роздягальнями та туалетними кімнатами. Покриття поля — штучне, розміри — 105×68 м.
22 серпня 2013 року на стадіоні відбувся матч другої ліги чемпіонату України між черкаським «Славутичем» та одеською «Реал Фармою», що став першим поєдинком професійного рівня, проведеним в Білозір'ї. Після прийняття рішення про об'єднання «Славутича» та білозерської «Зорі» під назвою «Черкаський Дніпро», стадіон «Зоря» став домашньою ареною для резервного складу новоствореної команди — «Черкаського Дніпра-2», що брав участь у чемпіонаті області. Згодом команди було в чергове перейменовано — на «Черкащину» та «Черкащину-Академію-2» відповідно. Всі домашні матчі другої ліги сезону 2018/19 «Черкащина» провела в Білозір'ї, після чого повернулася до обласного центру. Стадіон був домашньою ареною «Черкащини-Академії-2», що брала участь у обласних змаганнях.